# 岐阜県道79号関本巣線
岐阜県道79号関本巣線 （ぎふけんどう79ごう せきもとすせん）は、岐阜県関市栄町から岐阜県本巣市金原に至る県道（主要地方道）である。

## 概要

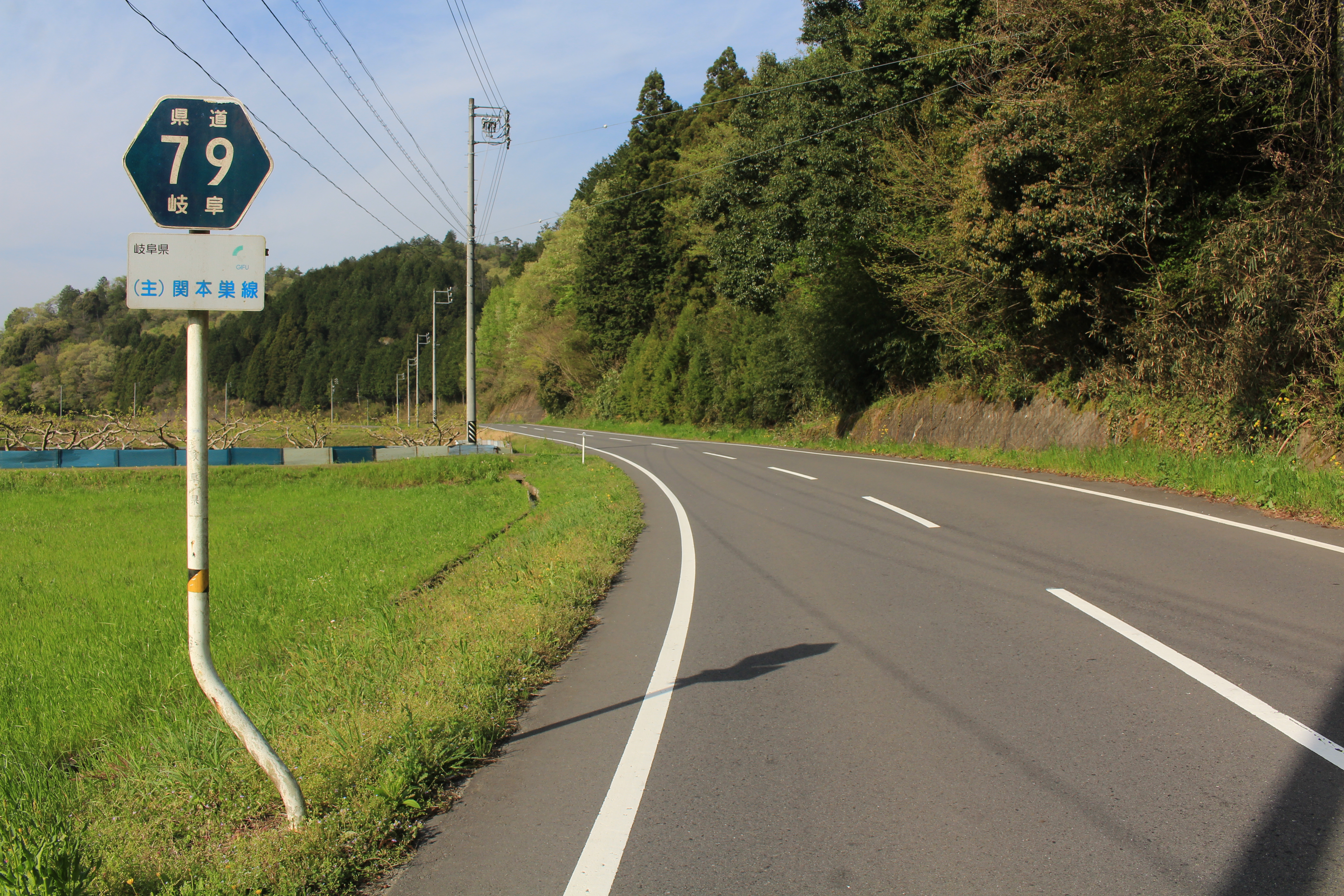
岐阜県道79号関本巣線、岐阜県道167号金原上西郷線との重複区間、岐阜市雛倉

岐阜地区北部の東西を貫く幹線道路である。関市栄町の栄町3交差点（国道418号・岐阜県道281号関美濃線交点）を起点に西に進む。関市栄町（栄町3交差点）～関市小屋名（小屋名交差点）間は国道248号の旧道である。岐阜市北東部の三輪地区を通り、山県市に入る。山県市天王交差点で北に折れ、井戸尻交差点まで北進する。天王交差点 - 井戸尻交差点間は国道256号の旧道であり、かつては国道256号と重複していた。井戸尻交差点で西に折れ、山県市役所東交差点まで国道256号と重複する（建設中の高富バイパスと現道との接続のため）。その後山県市小倉を通り、再び岐阜市に入る。岐阜市雛倉で岐阜県道167号金原上西郷線と接続し、北に折れ、重複する。鹿穴峠を越えると本巣市外山に入る。このあたりに、道幅が1.5車線に狭くなる区間がある。金坂峠を越えて、本巣市金原の国道157号との交差点が終点。

### 路線データ
- 起点：岐阜県関市栄町[2]（栄町3交差点=国道418号・岐阜県道281号関美濃線交点）
- 終点：岐阜県本巣市金原（国道157号交点）
- 実延長：28.546 km[1]

## 歴史
- 1993年（平成5年）5月11日 - 建設省から、県道関本巣線が関本巣線として主要地方道に指定される[3]。
- 2016年（平成28年）8月5日 - 起点および区域の変更。起点が関市小屋名（小屋名交差点）から延長され、同市栄町（栄町3交差点）に変更される[2]。

## 路線状況

### 重複区間
- 岐阜県道93号川島三輪線（岐阜市新屋敷 太郎丸新屋敷交差点 - 同市中島 太郎丸中島交差点間）
- 国道256号（山県市高富 井戸尻交差点 - 同市高木 山県市役所東交差点間）
- 岐阜県道167号金原上西郷線（岐阜市雛倉 - 本巣市金原間）

### 道路施設
- 千疋大橋（長良川、関市）
- 千疋橋（武儀川、関市 - 岐阜市）

## 地理
途中、長良川、武儀川（長良川支流）、伊自良川（長良川支流）を渡る。終点付近には根尾川が流れる。

### 通過する自治体
- 岐阜県
  - 関市
  - 岐阜市
  - 山県市
  - 岐阜市
  - 本巣市

### 交差する道路
- 国道418号（関市栄町3交差点）
- 岐阜県道281号関美濃線（関市栄町3交差点）
- 岐阜県道17号江南関線（関市栄町4交差点）
- 岐阜県道295号関記念公園線（関市小屋名）
- 国道156号（関市小屋名交差点）
- 岐阜県道94号岐阜美濃線（岐阜市 春近古市場南交差点）
- 岐阜県道93号川島三輪線（岐阜市 太郎丸新屋敷交差点、太郎丸中島交差点）
- 国道256号（山県市 井戸尻交差点）
- 国道256号高富バイパス（山県市役所東交差点）
- 岐阜県道91号岐阜美山線（山県市 小倉四日市交差点）
- 岐阜県道167号金原上西郷線（岐阜市 雛倉交差点）
- 国道157号（本巣市金原）

### 主な峠
- 鹿穴峠（岐阜市 - 本巣市）
- 金坂峠（本巣市）

### 周辺
- 関市立倉知小学校
- 岐阜県百年公園
- 岐阜市立三輪中学校
- 岐阜市立三輪南小学校
- 岐阜女子大学
- 岐北厚生病院
- 山県市立高富小学校
- 山県警察署（旧高富警察署）
- 山県市役所
- 山県市立梅原小学校
- 東光寺
- プラザ掛洞・掛洞プラント
- 岐阜北カントリークラブ
- 岐阜本巣カントリークラブ